# Hyloscirtus charazani
Hyloscirtus charazani är en groddjursart som först beskrevs av Jehan Vellard 1970.  Hyloscirtus charazani ingår i släktet Hyloscirtus och familjen lövgrodor. IUCN kategoriserar arten globalt som starkt hotad. Inga underarter finns listade i Catalogue of Life.